# Dominik Kaiser (Fußballspieler)
Dominik Kaiser (* 16. September 1988 in Mutlangen) ist ein ehemaliger deutscher Fußballspieler und heutiger Fußballfunktionär.

## Karriere
Nachdem er bei verschiedenen Jugendvereinen auf der württembergischen Ostalb gespielt hatte, kam Dominik Kaiser beim 1. FC Normannia Gmünd ab der Saison 2007/08 zu regelmäßigen Einsätzen in der Oberliga Baden-Württemberg. Bis zu seinem 17. Lebensjahr spielte er auch Tennis, entschied sich aber endgültig für eine Karriere als Fußballer. Zur Saison 2009/10 wechselte er zum Ligakonkurrenten TSG 1899 Hoffenheim II. Der damalige Trainer Markus Gisdol war ein Bekannter von Kaisers Bruder aus gemeinsamen Zeiten beim SC Geislingen. In seiner ersten Saison stieg er mit der Mannschaft in die Regionalliga Süd auf.
Nachdem er schon während der Saison 2010/11 regelmäßig mit dem Profikader trainiert hatte, spielte Kaiser am 14. Mai 2011 erstmals für das Bundesligateam der Hoffenheimer, als der Defensivspieler am 34. Spieltag der Bundesliga-Saison 10/11 im Heimspiel gegen den VfL Wolfsburg in der 84. Minute für Edson Braafheid eingewechselt wurde.
Am 3. Januar 2012 verlängerte Kaiser seinen ursprünglich am Saisonende auslaufenden Vertrag mit der TSG um zwei weitere Jahre bis zum 30. Juni 2014.
Zur Saison 2012/13 wechselte er zum RB Leipzig in die Regionalliga Nordost. Bei den Leipzigern traf er mit Ralf Rangnick auf seinen einstigen Förderer aus Hoffenheimer Zeiten. Mit dem Verein stieg er am Ende der Saison in die 3. Liga auf. In der Saison 2013/14 wurde der Spieler zur Stammkraft im offensiven Mittelfeld und trug mit 13 Toren zum Aufstieg in die 2. Bundesliga bei. Zudem wurde er zum Drittligaspieler des Jahres gekürt. Kaiser war im Januar 2014 erstmals Mannschaftskapitän von RB Leipzig und blieb dies bis zum Ende der ersten Bundesligasaison des Vereins.
In der folgenden Saison in der 2. Bundesliga etablierte er sich als einer der besten Spieler. Der Aufstieg in die Bundesliga wurde allerdings verpasst. Zur Saison 2015/16 verstärkte sich RB Leipzig in der Offensive. Dadurch wurde Kaisers Rolle im Spiel defensiver. Dennoch trug er zum Aufstieg der Leipziger in die Bundesliga bei. Sein Bundesligadebüt absolvierte er am 28. August 2016 (1. Spieltag) beim 2:2 im Auswärtsspiel gegen die TSG 1899 Hoffenheim und erzielte mit seinem ersten Tor den Ausgleich in der 58. Minute. Dies war auch das erste Bundesligator von RB Leipzig.
Nach sechs Jahren im Dienste der Sachsen gab Kaiser seinen Abschied zum Ende der Bundesliga-Saison 2017/18 bekannt. Am 13. Mai 2018 fand sein Abschiedsspiel statt, bei dem er in der heimischen Arena mit dem Team Domme & Friends gegen eine Auswahl seiner Kollegen antrat.
Zur Saison 2018/19 wechselte Kaiser zum dänischen Erstligisten Brøndby IF. Er unterschrieb einen Vertrag mit einer Laufzeit bis zum 30. Juni 2020 und traf dort auf den deutschen Trainer Alexander Zorniger, unter dem er bereits in Leipzig und Gmünd gespielt hatte. In seinem ersten Jahr erreichte Kaiser mit Brøndby das dänische Pokalfinale, das jedoch verloren ging.
Nach anderthalb Jahren in Dänemark (68 Pflichtspiele, 16 Tore, dreizehn Assists) kehrte Kaiser im Januar 2020 nach Deutschland zurück und schloss sich dem Zweitligisten Hannover 96 an. Bei den Niedersachsen hatte er einen Vertrag bis 30. Juni 2022.
Mitte Dezember 2022 beendete Kaiser seine aktive Karriere. Nachdem er eine fünfmonatige Hospitanz in den verschiedenen Abteilungen von RB Leipzig absolviert hatte, übernahm er im Sommer 2023 die Leitung des vereinseigenen Career Centers und betreut dabei die an andere Vereine verliehenen Nachwuchsspieler.

## Erfolge
RB Leipzig
- Deutscher Vizemeister: 2017
- Aufstieg in die Bundesliga 2016
- Aufstieg in die 2. Bundesliga 2014
- Aufstieg in die 3. Liga 2013